# Bladel en Netersel
Bladel en Netersel is een voormalige Nederlandse gemeente in Noord-Brabant, die heeft bestaan vanaf het begin van de negentiende eeuw tot 1997. De gemeente omvatte de plaatsen Bladel en Netersel, en enkele buurtschappen daaromheen, waaronder Franse Hoef en Egypte.
De gemeente telde in 1996 10.570 inwoners en had een oppervlakte van 33,32 km².
In 1997 werd in het kader van de gemeentelijke herindeling van Noord-Brabant de gemeente opgeheven en ingedeeld in de nieuw gevormde gemeente Bladel.
Hoofdplaats: Bladel      Dorpen: Casteren · Hapert · Hoogeloon · Netersel

Buurtschappen: Biezenheuvel · Broekenseind · Dalem · De Pan · Egypte · Franse Hoef · Heieind · Heikant · Helleneind · Het Bosch · Heuvel · Hoogcasteren · Landorp · Lemel · Ten Vorsel

Voormalige gemeenten: Bladel en Netersel · Hoogeloon, Hapert en Casteren

Noord-Brabant: Steden en dorpen      Nederland: Provincies · Gemeenten